# Дублемар, Амеде
Амеде Дублемар (фр. Amédée Doublemard; 8 июля 1826, Флавиньи-ле-Гранд-э-Борен — 20 июля 1900, Париж) — французский скульптор.

## Биография
Сын сельского надзирателя (должность во Франции, сочетавшая в себе функции лесничего и муниципального полицейского) из Борена, департамент Нор. В 1842 году поступил в Высшую школу изящных искусств в Париже, где его учителем был Франциск Дюре.
В 1855 году получил Римскую премию, после чего на 3 года уехал в Рим. В дальнейшем был удостоен медали Парижского салона (3-й степени) в 1863 году и серебряной медали Всемирной выставки 1889 года. 
Дублемар регулярно выставлял свои работы на Парижском салоне в период с 1844 по 1898 год. Он создавал бюсты, рельефы, станковые скульптуры, участвовал в скульптурном оформлении театров и церквей, но наиболее известен созданием многочисленных памятников, среди которых особенно выделяется памятник маршалу Монсею на парижской площади Клиши. 
Амеде Дублемар скончался в 1900 году в Париже. Свой капитал он завещал Институту Франции, с тем, чтоб из него выплачивались стипендии скульпторам, участвующим в конкурсе на соискание Римской премии, в то время, когда они занимаются созданием конкурсных работ.

## Галерея

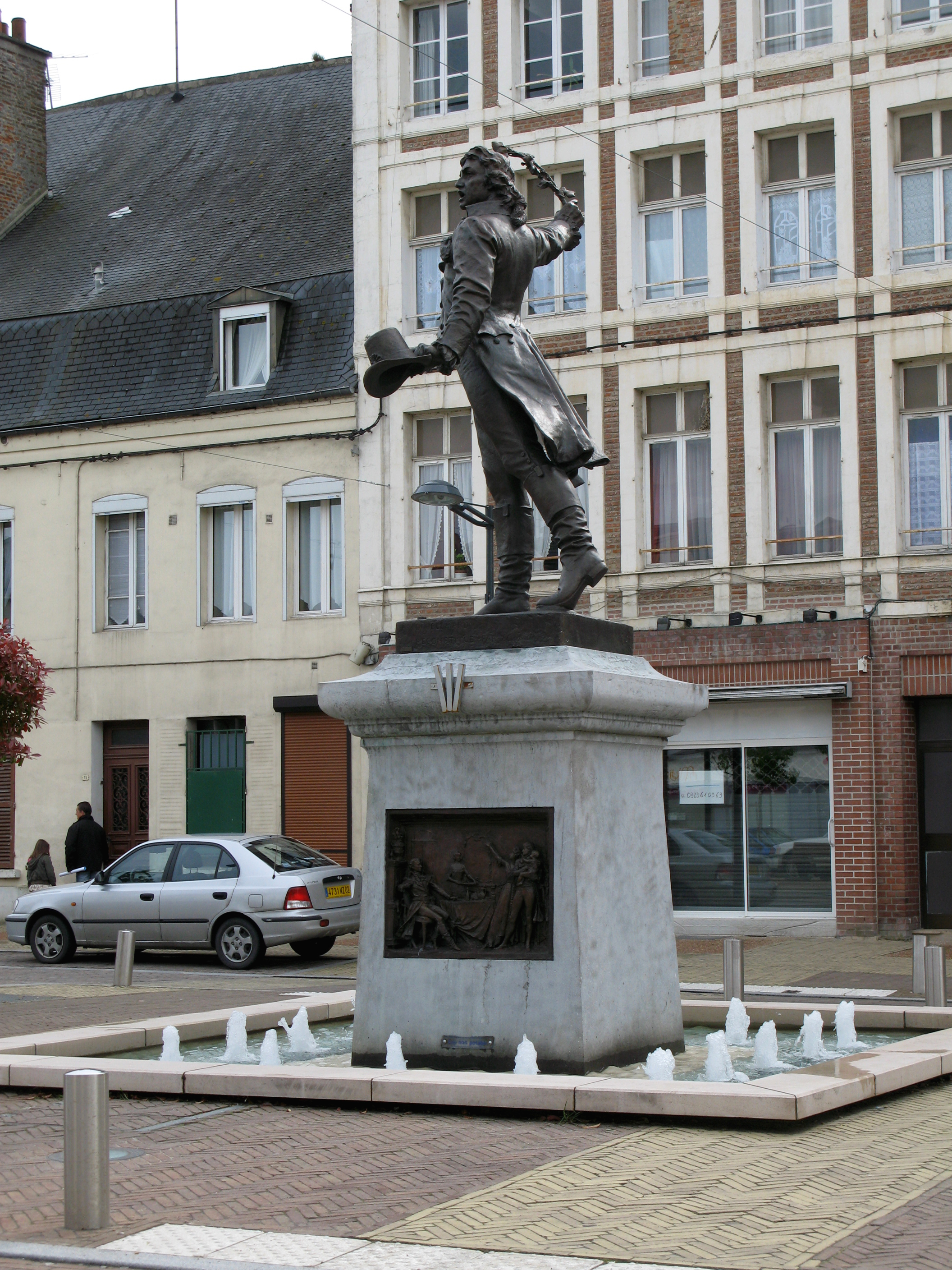
Памятник Камиллу Демулену в Гизе, Франция.
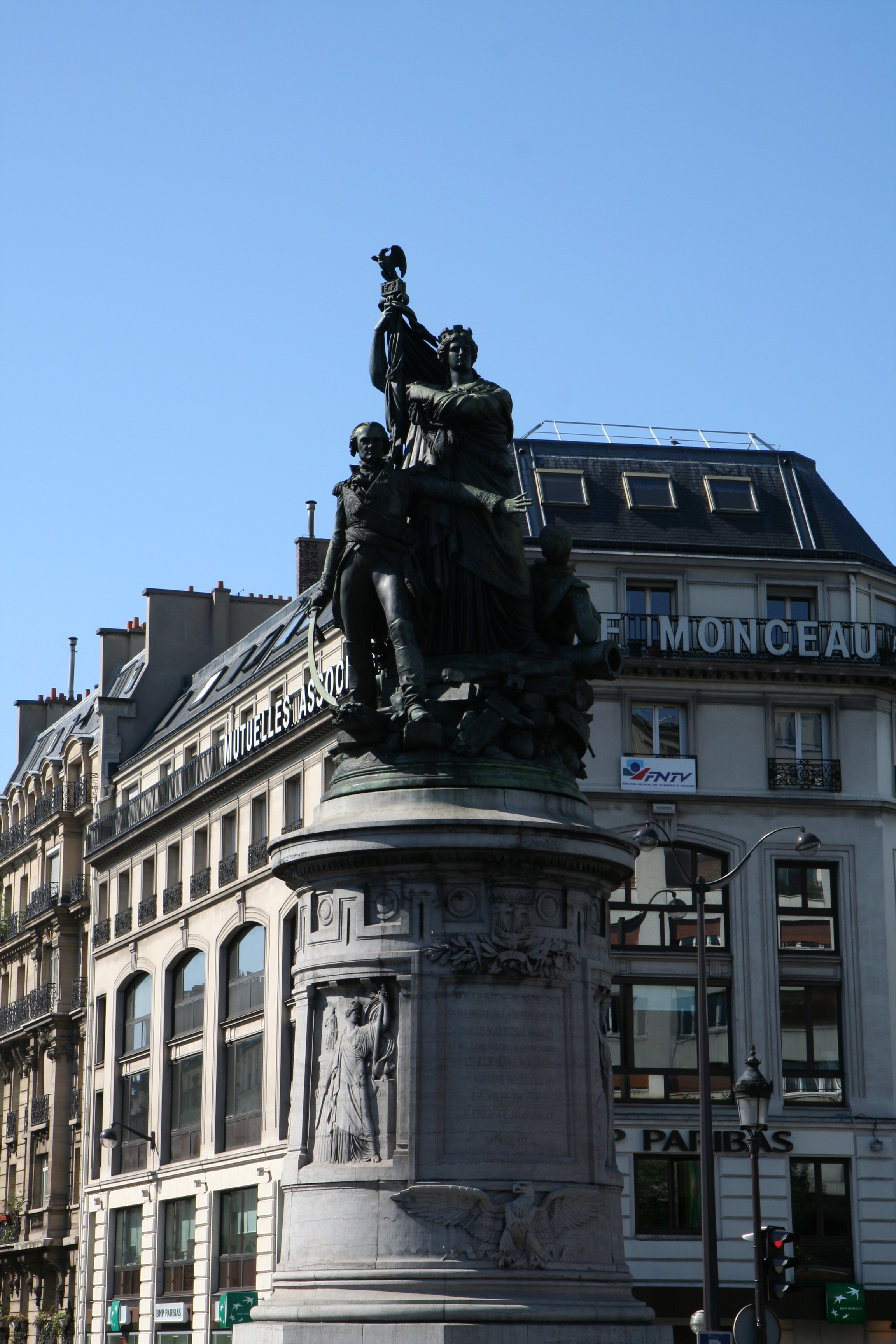
Памятник маршалу Монсею, Париж.
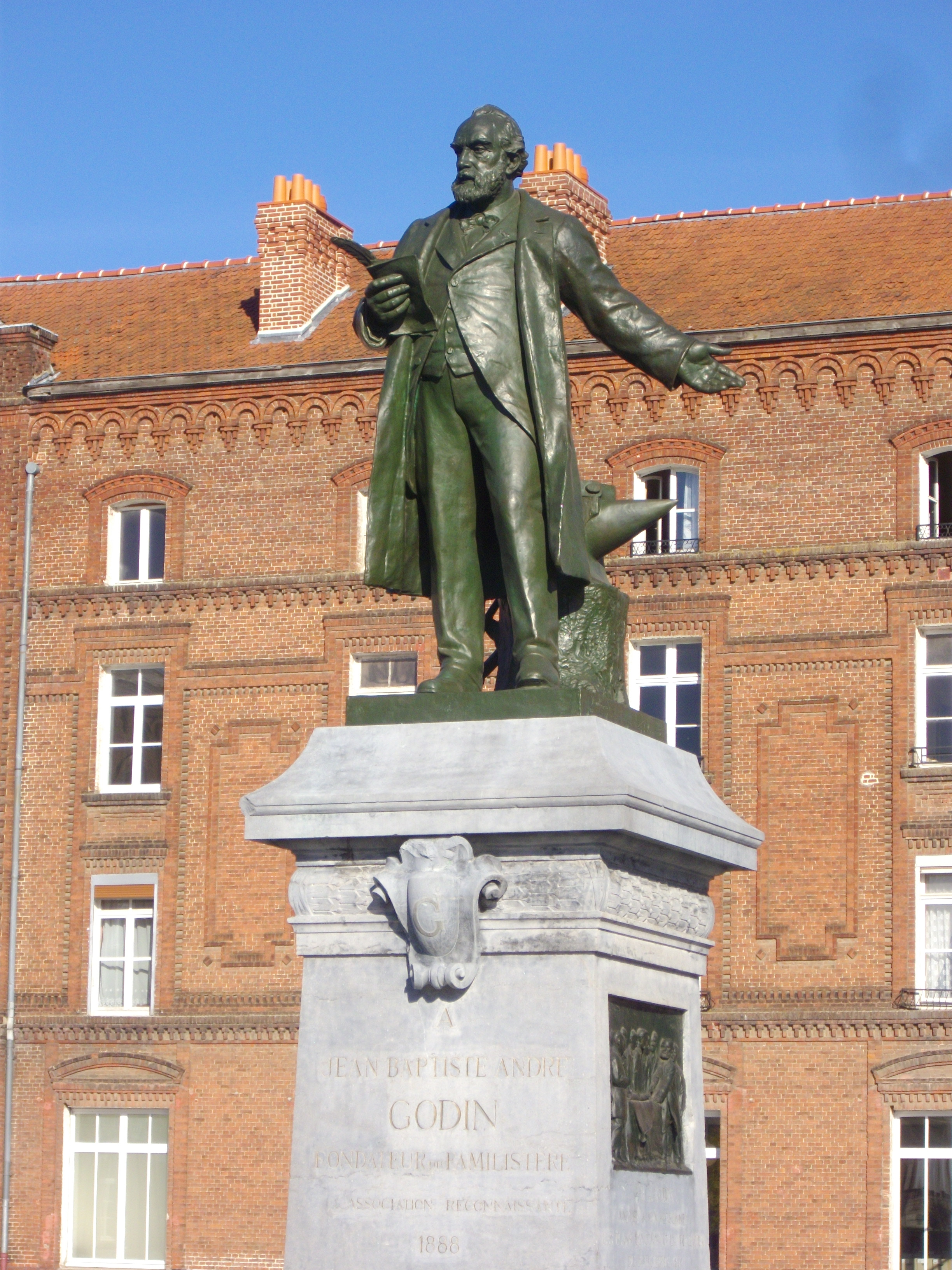
Памятник меценату и социалисту-утописту Жану-Батисту Годену перед основанным им фамилистером в Гизе, Франция.